# Сергеев-Ценский, Сергей Николаевич
Серге́й Никола́евич Серге́ев-Це́нский (18 [30] сентября 1875, село Бабино, Тамбовская губерния, Российская империя — 3 декабря 1958, Алушта, Украинская ССР, СССР) — русский советский писатель. Лауреат Сталинской премии первой степени (1941). Академик АН СССР (1943).

## Биография
Родился 18 (30) сентября 1875 года в селе Бабино (ныне — село Преображенье Рассказовского района Тамбовской области) в семье учителя. Отец — Николай Сергеевич Сергеев, участник обороны Севастополя 1854—1855 годов, мать — Наталья Ильинична, терская казачка (родители умерли в 1891 году). С пяти лет жил в Тамбове. В 1890 году окончил уездное училище, поступил в приготовительный класс Екатерининского учительского института, начал писать стихи. В 1892 году в «Тамбовских губернских ведомостях» был опубликован его первый прозаический опыт «Кочетовская плотина». В это время он прибавляет к своей фамилии псевдоним Ценский, который взят писателем от названия реки Цны, на берегах которой прошло его детство. В 1895 году с отличием окончил Глуховский учительский институт. После окончания института по собственному волеизъявлению отбыл воинскую повинность. Службу проходил в 19-м Костромском пехотном полку, дислоцированном в Волынской губернии. За время службы дослужился до чина прапорщика, потом вышел в отставку.
Первые литературные публикации относятся к 1898 году. Был учителем до 1904 года. В 1904—1905 годах принимал участие в русско-японской войне, в 1905-м был демобилизован в запас. В 1906 году купил участок земли на Орлиной горе в Алуште. С того времени литература стала его главным делом.
В 1914 году, с началом Первой Мировой войны, был мобилизован в штаб ополченческой дружины в Севастополе, откуда позже был переведён в запасной 3-й очереди 400-й пехотный Хортицкий полк, в 1915 году уволен в запас по болезни в чине поручика.
За границей не был. С конца Первой Мировой войны жил в Крыму. В 1919 году женился на Христине Михайловне Наумовой.
Хотя писатель в целом придерживался левых взглядов, он реально опасался стать жертвой красного террора в Крыму. Он писал редактору крымской газеты «Южные ведомости» А.  Б. Дерману 11 (24) марта 1919 года: «Мне, побывавшему уже в переплете не о писании „Севастопольских рассказов“ приходится думать, а об эвакуации из Крыма. Должно быть, явятся вновь прежние наши совдеписты, а хотя бы и один из них явится, — все равно: в проскрипционном списке нашего старого совдепа я стоял на первом месте».
После начала Великой Отечественной войны эвакуировался с женой в город Куйбышев, затем в Алма-Ату.
В 1943 году избран действительным членом Академии наук СССР и получил степень доктора филологических наук за произведения о русских классиках. В 1944 году вернулся в Алушту.
Умер 3 декабря 1958 года. Похоронен в Алуште на территории своего дома-музея.

## Творчество
С 1900 года Сергеев-Ценский начал писать рассказы, а в 1901 году в Павлограде вышел поэтический сборник «Думы и грёзы».
В 1907 году вышел принёсший литературную известность роман «Бабаев».

Б. Зайцев, правда, ни на кого не похож, но он слишком похож на самого себя. Ему, видимо, не суждено удивлять нас художественными откровениями. Не таков С. Сергеев-Ценский. Этот, напротив, кажется несамостоятельным, прямо осязаешь иной раз и в мысли и в форме эластичную податливость художника, не умеющего пройти без волнения мимо чужих красот. Первые опыты С. Ценского заметно написаны под влиянием Леонида Андреева и Чехова, в глаза не бросается сразу, как у Б. Зайцева, рельеф его собственной индивидуальности. Но зато с каждой новой вещью художник растёт, обогащая форму и содержание. Элементарные, силуэтные мотивы развёртываются, как туго распрямляющаяся спираль, в мелодии, захватывающие неожиданным богатством звуков и красок.— М. Морозов
К наиболее известным произведениям писателя относится исторический роман-эпопея «Севастопольская страда» (1937—1939), посвящённый первой обороне Севастополя в 1854—1855 годах.
На протяжении более 40 лет Сергеев-Ценский создавал свой эпический цикл «Преображение России» (1914—1958), включающий двенадцать романов, три повести и два этюда. Время действия всего цикла — от начала Первой мировой войны и до Февральской революции; все произведения, входящие в цикл, объединены между собой несколькими действующими лицами. При этом пять романов, написанных в 1934—1944 годах и повествующих о событиях войны, отличаются тем, что в них приведены различные исторические документы, выдержки из газет и комментарии.

Стиль Сергеева-Ценского отличает яркая образность; его описания природы, изображения характеров и батальные сцены богаты сравнениями и метафорами.— Вольфганг Казак

## Экранизации
По заказу Центрального телевидения на киностудии «Киевнаучфильм» в 1980 году по мотивам повести Сергеева-Ценского «Медвежонок» был снят одноимённый художественный телевизионный фильм.
Это была первая экранизация произведений писателя.
Автор сценария и режиссёр-постановщик — Вячеслав Прокопенко.

## Награды и премии
- Сталинская премия первой степени (1941) — за роман-эпопею «Севастопольская страда»
- орден Ленина (30.09.1955) — за выдающиеся заслуги в области художественной литературы и в связи с 80-летием со дня рождения
- два ордена Трудового Красного Знамени (12.11.1945; 1950)
- орден «Знак Почёта» (31.01.1939)

## Память

Памятник С. Н. Сергееву-Ценскому в Тамбове напротив гостиницы «Тамбов» на высоком обрывистом берегу, на фоне живописных цнинских просторов, которые воспел писатель в своём творчестве.

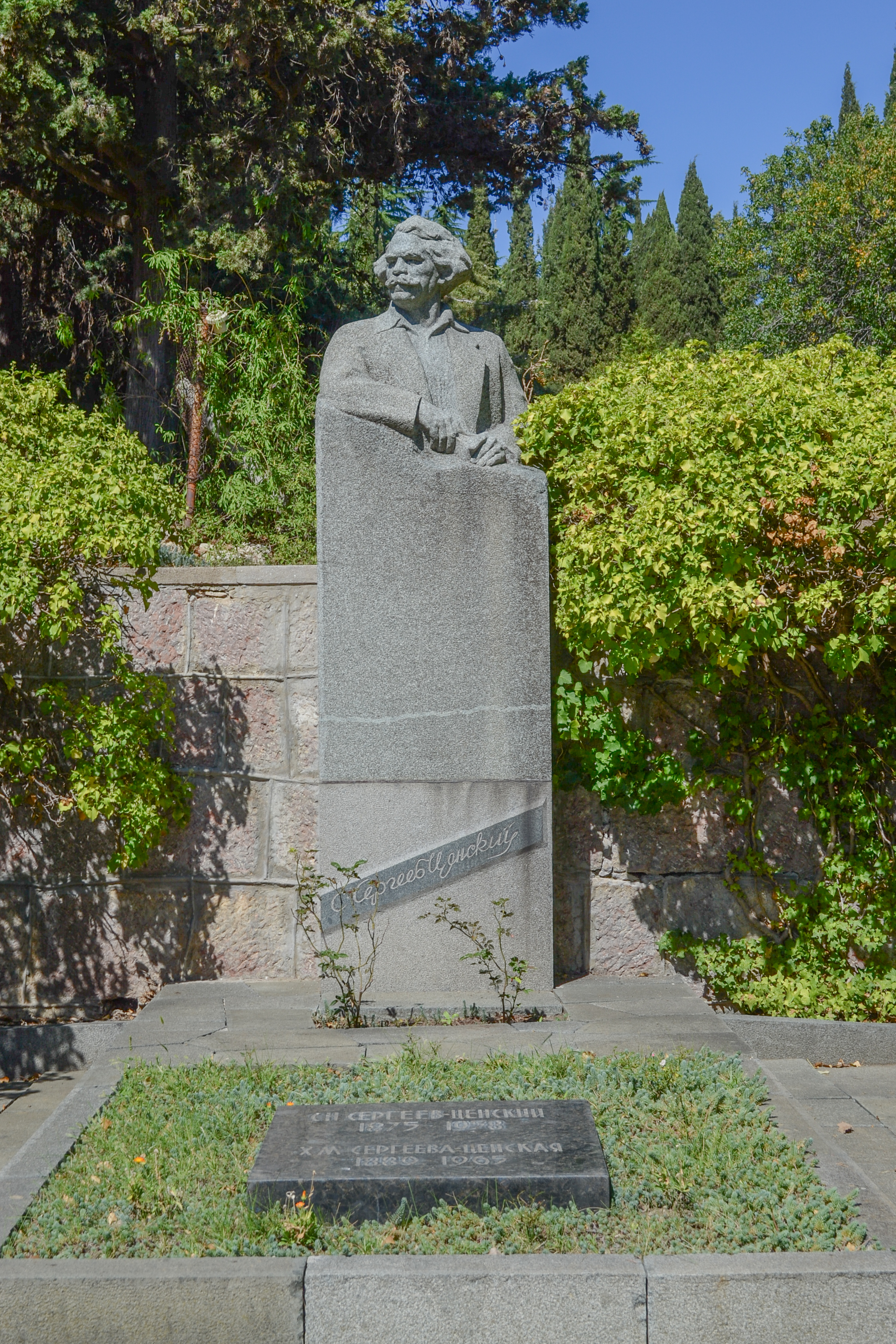
Могила писателя в Алуште

Писателю посвящены литературно-мемориальный музей в Алуште и музей в селе Коптеве Рассказовского района Тамбовской области.
Имя С. Н. Сергеева-Ценского носят улица в Центральном районе Симферополя, улица в Ленинском районе Тамбова, улица в Ленинском районе Севастополя, улица в Алуште.
В Павловском Посаде на здании бывшего училища, где учительствовал писатель, установлена мемориальная табличка.

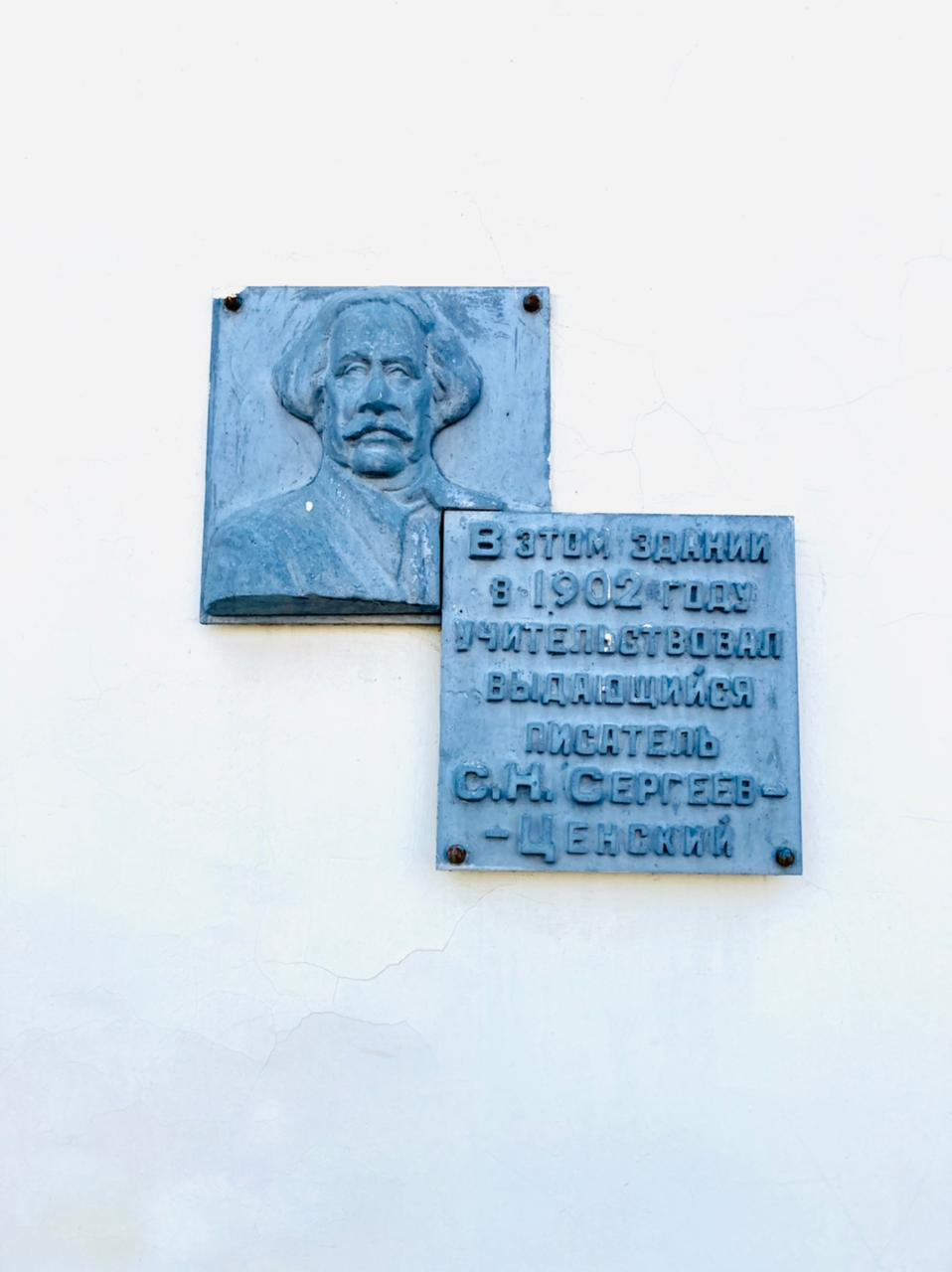
Памятная табличка С. Н. Сергеев-Ценскому в Павловском Посаде

В Ялте на бывшем здании гостиницы «Марiино» К. В. Бентковского (ул. Набережная, 21, ныне — мини-отель «999») установлена мемориальная табличка, на которой написано:

«В этом доме в бывшей гостинице „Мариино“ в 1899 г. жил А. П. Чехов. Здесь в июле 1928 г. впервые встретились А. М. Горький и С. Н. Сергеев-Ценский».
Именем С. Н. Сергеева-ценского был назван Глуховский государственный педагогический институт (впоследствии переименован в честь А. П. Довженко).
В 1956 году в ГДР на судоверфи Warnowwerft Warnemünde был построен дизель-электроход «Сергеев-Ценский». Изначально он был приписан к Архангельску, в 1957 году был переименован в теплоход «Родина» и направлен в Омск, где продолжает выполнять рейсы по маршруту Омск — Тобольск — Салехард в составе АО «Севречфлот».
25 апреля 1994 года в честь С. Н. Сергеева-Ценского назван астероид 4470 Sergeev-Censkij, открытый в 1978 году советским астрономом Н. С. Черных.

### Сочинения
- 1906 — «Сад»
- 1908 — «Бабаев»
- 1926 — «Жестокость» // «Новый мир», № 2-3 (повесть о временах революции)
- 1914—1958 — «Преображение России»
- 1927 — «Обречённые на гибель»
- 1934 — «Зауряд-полк»
- 1935 — «Искать, всегда искать»
- 1936 — «Лютая зима»
- 1943 — «Брусиловский прорыв»
- 1944 — «Пушки выдвигают»
- 1952 — «Утренний взрыв»
- 1955 — «Преображение человека»
- 1956 — «Пушки заговорили»
- 1939 — «Севастопольская страда»
- 1958 — «Родная земля. Стихи»
- 1955 — «Собрание сочинений в 10 томах» (Москва, «Художественная литература»)

### Издания до середины 1930-х гг.
- 1907—1916 — «Рассказы», т. I—VII, СПБ — М.; Полное собр. сочин., изд. «Мысль», Л., 1928;
- 1928 — «Бабаев», Роман, изд. «Мысль», Л.;
- 1928 — «В грозу», [Рассказы], изд. «Федерация», Л.;
- 1928 — «Поэт и чернь». (Дуэль Лермонтова). Повесть, изд. «Пролетарий», Харьков, [1928];
- 1929 — «Печаль полей», изд. 4, Моск. т-во писателей, [М.];
- 1929 — «Преображение». Эпопея, ч. 1. Валя. Роман, изд. 3, кн. II. Обречённые на гибель, Роман, изд. то же [М.];
- 1930 — «Поэт и поэтесса», изд. «Федерация», М.;
- 1933 — «Гоголь уходит в ночь», изд. «Советская литература», М.;
- 1933 — «Избранные произведения», ГИХЛ, [М.];
- 1933 — «Движение», [Рассказы], изд. Моск. т-ва писателей, [М.];
- 1933 — «Мишель Лермонтов», Роман в 3 частях, изд. то же, [М.];
- 1934 — «Около моря» [Рассказы], ГИХЛ [М. — Л.];
- 1934 — «Невеста Пушкина», Роман в 2 чч., изд. «Советская литература», М.;
- 1935 — «Зауряд-полк», Роман, Гослитиздат, М.;
- 1935 — «Маяк в тумане», Рассказы, изд. «Советский писатель», М..

### Собрание сочинений (1967)
С. Н. Сергеев-Ценский. Собрание сочинений в двенадцати томах. (Библиотека «Огонёк».) М.: Правда, 1967.
- Том 1. Произведения 1902—1909 гг.: «Тундра», «Погост», «Счастье», «Верю!», «Маска», «Дифтерит», «Взмах крыльев», «Поляна», «Бред», «Сад», «Убийство», «Молчальники», «Лесная топь», «Бабаев», «Воинский начальник», «Печаль полей».
- Том 2. Произведения 1909—1926 гг.: «Улыбка», «Движения», «Испуг», «Снег», «Неторопливое солнце», «Медвежонок» и др.
- Том 3. Произведения 1927—1936 гг.: «Живая вода», «Старый полоз», «Верховод», «Гриф и Граф», «Мелкий собственник», «Сливы, вишни, черешни» и др.
- Том 4. Произведения 1941—1943 гг.: «Флот и крепость», «Синопский бой», «В снегах», «Старый врач», «Дрофы», «Хитрая девчонка» о судьбе Зины Подольской, «У края воронки»; эпопея «Севастопольская страда» (1 и 2 части); «Моя переписка и знакомство с А. М. Горьким».
- Том 5. Эпопея «Севастопольская страда» (3, 4 и 5 части).
- Том 6. Эпопея «Севастопольская страда» (6, 7 и 8 части).
- Том 7. Эпопея «Севастопольская страда» (9 часть); эпопея «Преображение России» — 1 часть («Валя»).
- Том 8. Эпопея «Преображение России» — 2 и 3 части («Обречённые на гибель» и «Преображение человека»).
- Том 9. Эпопея «Преображение России» — 4, 5 и 6 части («Пристав Дерябин», «Пушки выдвигают» и «Пушки заговорили»).
- Том 10. Эпопея «Преображение России» — 7, 8 и 9 части («Утренний взрыв», «Зауряд-полк» и «Лютая зима»).
- Том 11. Эпопея «Преображение России» — 10 и 11 части («Бурная весна» и «Горячее лето»).
- Том 12. Эпопея «Преображение России» — 12, 13, 14, 15, 16 и 17 части («Ленин в августе 1914 года», «Капитан Коняев», «Львы и солнце», «Весна в Крыму», «Искать, всегда искать!», «Свидание»).